# Росомаха (мифология)
Росомаха (расамаха) — дух в обличии женщины (обычно с длинными пальцами), появляющейся в поле или в лесу; фантастическое существо («зверь-женщина»), обитающее в ржаном поле или в коноплях.
В белорусских и севернорусских поверьях росомаха предстаёт женским демоническим существом. Её образ подобен образу русалки и часто смешивается с ним. Так, в одной из белорусских былин росомаха описывается как обнаженная женщина с распущенной косой. Она сидит вместе с плачущим ребёнком и расчёсывает свои волосы щучьим гребнем. При приближении же людей ныряет в воду. Схожие черты приписываются росомахе и в северорусской мифологии.
Взяв этот образ за основу, П. Древлянский сформировал свой собственный образ росомахи. Он описал её страшным чудовищем, покрытым длинной шерстью. Верхняя половина тела человеческая, а нижняя представляет собой тело льва. По преданию чудовище ходит на задних лапах и обитает в коноплях. На охоту выходит только ночью. Если встретит нескольких людей нападает на самого молодого из них, старых же не трогает. Атакуя душит свою жертву, прогрызает череп и высасывает из него мозг. Получившийся образ переходит из одного исследования славянской мифологии в другое более полутора сотен лет.